# Verdienter Aktivist

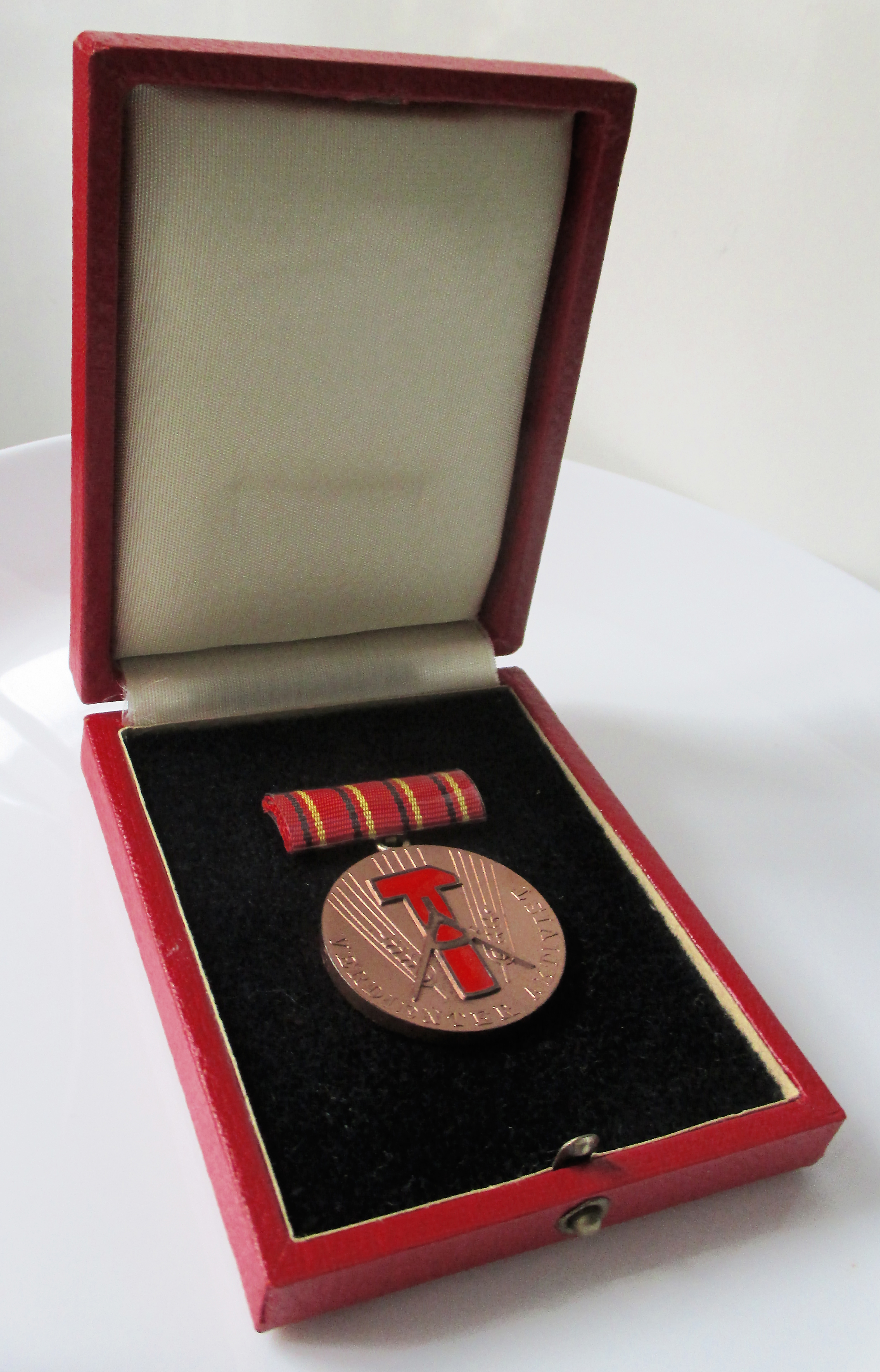
Medaille zum Ehrentitel Verdienter Aktivist in Emailleausführung mit Hammerkopf links

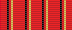
Medaillenspange Verdienter Aktivist

Verdienter Aktivist war eine staatliche Auszeichnung  der Deutschen Demokratischen Republik (DDR), welche in Form eines Ehrentitels mit Urkunde und einer tragbaren Medaille verliehen wurde. Gestiftet wurde der Ehrentitel zunächst 1950, und wurde 1953 in die „Ordnung der Auszeichnungen in der Aktivisten- und Wettbewerbsbewegung“ integriert.
Diese Auszeichnung konnte verliehen werden an Arbeiter und Angestellte, die:
- im Verlauf von sechs Monaten die technischen Normen laufend hoch übererfüllten,
- überdurchschnittliche Qualitätsarbeit leisteten,
- bedeutende Einsparungen an Material, Energie und Hilfsstoffen aufweisen konnten,
- durch Organisation von Aktivistenschulen ständig zurückgebliebenen Arbeitskollegen fortschrittliche Arbeitsmethoden vermittelten,
- aktiv an der Verbesserung der Produktionstechnik und Technologie sowie der Arbeitsorganisation mitgewirkt hatten,
- im Arbeitsschutz und Sicherheitsbestimmungen an deren Weiterentwicklung mitgewirkt hatten

Die Verleihung des Ehrentitels erfolgte dabei am 13. Oktober eines laufenden Jahres.